# Premi Mercè Rodoreda de contes i narracions
El Premi Mercè Rodoreda de contes i narracions és un premi literari en llengua catalana convocat per Òmnium Cultural i la Fundació Enciclopèdia Catalana i editat per Edicions Proa. Inicialment anomenat Premi Víctor Català, el qual fou concedit per primera vegada el 1953, el 1998 canvià de nom per esdevenir l'actual Premi Mercè Rodoreda de contes i narracions.
Al premi hi poden optar les obres de contes o narracions originals i inèdites, escrites en català. La seva entrega es produeix durant la Nit literària de Santa Llúcia durant el mes de desembre. El premi té una dotació de 6.000 euros.

## Guanyadors

### Premi Víctor Català
- 1953 – Jordi Sarsanedas, per Mites
- 1954 – Pere Calders, per Cròniques de la veritat oculta
- 1955 – Lluís Ferran de Pol, per La ciutat i el tròpic
- 1956 – Manuel de Pedrolo, per Crèdits humans
- 1957 – Mercè Rodoreda, per Vint-i-dos contes
- 1958 – Josep Maria Espinàs, per Varietés
- 1959 – Josep A. Baixeras, per Perquè no
- 1960 – Ramon Folch i Camarasa, per Sala d'espera
- 1961 – Estanislau Torres, per La Xera
- 1962 – Jordi Maluquer, per Pol·len
- 1963 – Carles Macià, per La nostra terra de cada dia
- 1964 – Joaquim Carbó, per Solucions provisionals
- 1965 – Víctor Mora Pujadas, per El cafè dels homes tristos
- 1966 – Guillem Viladot, per La gent i el vent
- 1967 – Terenci Moix, per La torre dels vicis capitals
- 1968 – Jaume Vidal Alcover, per Les quatre llunes
- 1969 – Robert Saladrigas, per Boires
- 1970 – Montserrat Roig, per Molta roba i poc sabó
- 1971 – Gabriel Janer Manila, per El cementiri de les roses
- 1972 – Josep Albanell, per Les parets de l'insomni
- 1973 – Jaume Cabré, per Atrafegada calor
- 1974 – Beatriu Civera, per Vides alienes
- 1975 – Xavier Romeu, per La mort en punt
- 1976 – Antoni Mus, per Vida i miracles de n'Aineta dels matalassos
- 1977 – Joan Rendé, per Sumari d'homicida
- 1978 – Isabel-Clara Simó, per És quan miro que hi veig clar
- 1979 – Joan Casas, per Pols de terrat
- 1980 – Margarida Aritzeta, per Quan la pedra es torna fang a les mans
- 1981 – Francesc Sales, per Les alveolars a la Romània
- 1982 – Llorenç Sant Marc, per Quaranta històries
- 1983 – Pau Faner, per Lady Valentine
- 1984 – Llorenç Capellà, per Una cinta de dol al capell
- 1985 – Maria Mercè Roca, per Sort que hi ha l'horitzó
- 1986 – Jordi Condal, per Els germans Pinçons
- 1987 – Jordi Jané i Romeu, per Microcosmos
- 1988 – Carme Guasch, per Situacions insulars
- 1989 – Magí Sunyer, per La serp
- 1990 – Rafa Gomar, per Legítima defensa
- 1991 – Joaquim Soler, per A una sola veu
- 1992 – No convocat
- 1993 – No convocat
- 1994 – No convocat
- 1995 – No convocat
- 1996 – No convocat
- 1997 – Miquel de Palol, per Contes per a vells adolescents

### Premi Mercè Rodoreda
- 1998 – Albert Roca, per Galeries subterrànies
- 1999 – Cèlia Sànchez-Mústich, per El tacte de l'ametlla
- 2000 – Xavier Gual, per Delirium tremens
- 2001 – Àngel Burgas, per Adéu[3]
- 2002 – Lluís Muntada i Vendrell, per Canvi d'agulles
- 2003 – Joan Rendé, per Una pedra a la sabata
- 2004 – Vicenç Pagès Jordà, per El poeta i altres contes[4]
- 2005 – Joan Esculies Serrat, per Tràilers
- 2006 – Borja Bagunyà, per Defensa pròpia
- 2007 – Guillem Frontera, per La mort i la pluja
- 2008 – Víctor Alexandre, per Set dones i un home sol
- 2009 – Monika Zgustová, per Contes de la lluna absent
- 2010 – Alba Dedeu, per Gats al parc[5]
- 2011 – Ramon Erra, per La vida per rail[6]
- 2012 – Tina Vallès, per El parèntesi més llarg[7]
- 2013 – Neus Canyelles, per Mai no sé què faré fora de casa[8]
- 2014 – Maria Mercè Cuartiella, per Gent que tu coneixes[9]
- 2015 – Empar Moliner, per Tot això ho faig perquè tinc molta por
- 2016 – Jenn Díaz, per Vida familiar
- 2017 – Clara Queraltó, per El que pensen els altres
- 2018 – Víctor Garcia Tur, per El país dels cecs
- 2019 – Carlota Gurt, per Cavalcarem tota la nit[10]
- 2020 – Anna Gas, per El pèndol[11]
- 2021 – Ricard Sunyol, per Declaració d'invencions[12]
- 2022 – Marc Vintró Castells, per Unes ganes salvatges de cridar[13]
- 2023 – Carme Serna Far, per Perdona'm per desitjar-ho tant[14]
- 2024 – Toni Güell, per Elefants[15]